# Zamia cunaria
Zamia cunaria är en kärlväxtart som beskrevs av Robert Louis Dressler och Dennis William Stevenson. Zamia cunaria ingår i släktet Zamia och familjen Zamiaceae. IUCN kategoriserar arten globalt som sårbar. Inga underarter finns listade i Catalogue of Life.